# وبستر (مینه‌سوتا)
وبستر (به انگلیسی: Webster) یک منطقهٔ مسکونی در ایالات متحده آمریکا است که در مینه‌سوتا قرار دارد. وبستر ۳۱۷٫۹۱ متر بالاتر از سطح دریا واقع شده‌است.